# Fryderyk Chopin – Romantycznie
Fryderyk Chopin – Romantycznie albo Chopin Romantycznie – album składankowy z archiwalnymi nagraniami dzieł Fryderyka Chopina studyjnymi oraz wykonanymi na żywo przez wybitnych polskich pianistów plus "Mazurek a-moll op. 17 nr 4" w interpretacji rosyjskiej pianistki Natalii Gawriłowej wykonany podczas VIII Międzynarodowego Konkursu Pianistycznego im. Fryderyka Chopina w Warszawie. Płytę wydała 10 marca 2017 Agencja Muzyczna Polskiego Radia S.A (nr kat. PRCD 2122). Album uzyskał nominację do Fryderyka 2018 w kategorii Album Roku Recital Solowy.

## Lista utworów
1. Janusz Olejniczak – Polonez A-dur op. 40 nr 1 - 00:05:23
2. Jerzy Godziszewski – Mazurek a-moll op. 68 nr 2 - 00:02:38
3. Ewa Pobłocka – Nokuturn f-moll op. 55 nr 1 - 00:04:20
4. Marek Drewnowski – Walc Des-dur op. 64 nr 1 - 00:01:43
5. Marek Drewnowski - Walc cis-moll op. 64 nr 2 - 00:03:19
6. Lidia Grychtołówna – Nokturn cis-moll op. posth. - 00:04:18
7. Ryszard Bakst – Nokturn Es-dur op. 9 nr 2 - 00:04:29
8. Piotr Paleczny – Polonez As-dur op. 53 - 00:06:43
9. Natalija Gawriłowa – Mazurek a-moll op. 17 nr 4 - 00:04:40
10. Jerzy Godziszewski - Preludium e-moll nr 4 - 00:01:55
11. Jerzy Godziszewski - Preludium Des-dur nr 15 - 00:05:22
12. Władysław Kędra – Etiuda c-moll op.10 nr 12 - 00:02:43